# O Devorador de Pecados
The Order (bra/prt: O Devorador de Pecados)  é um filme teuto-estadunidense de 2003, escrito e dirigido por Brian Helgeland.

## Sinopse
O monge Alex Bernier (Heath ledger) é um integrante da ordem religiosa dos carolíngios. Quando o líder da ordem morre, Alex é enviado a Roma para investigar as estranhas circunstâncias de seu óbito. O corpo do religioso apresenta estranhas marcas no peito que indicam a ação de um devorador de pecados, um praticante de um ritual pagão no qual alguém, por pagamento, literalmente "come" os pecados de outra pessoa e garante sua salvação. Alex pede a ajuda de um colega, o padre Thomas (Mark Addy), e os dois vão em busca de Mara (Shanny Sossamon), uma artista vítima de uma possessão demoníaca e em quem Thomas fez um exorcismo.

## Elenco
- Heath Ledger como Alex Bernier
- Shannyn Sossamon como Mara Sinclair
- Benno Fürmann como William Eden
- Mark Addy como Thomas Garrett
- Peter Weller como Driscoll
- Francesco Carnelutti como Dominic
- Rosalinda Celentano como Rosalinda (A Garota do Olhar Distante)

|                                                      |  |  |
| Heath Ledger e Benno Fürmann, Herói e vilão do filme |  |  |